# Sylwia Najah
Sylwia Najah (ur. 5 czerwca 1978 w Opolu) – polska aktorka teatralna i filmowa.

## Życiorys
Absolwentka Państwowej Szkoły Muzycznej I i II stopnia w Opolu w klasie gitary, Studia Aktorskiego przy Teatrze Żydowskim w Warszawie, którego jest aktorką oraz dwuletnich warsztatów aktorskich opartych na metodzie Lee Strasberga i Violi Spolin teatru "Anima" Mariusza Gawrysia. Posiadaczka dyplomu aktora dramatu Komisji Egzaminacyjnej ZASP. Współpracuje z Teatrem Królewskim w Wilanowie i Teatrem Ochoty (w ramach Projekt Teatr Warszawa). Grała również w Teatrze Powszechnym w Radomiu, Teatrze Wytwórnia w Warszawie oraz na Scenie Edukacyjnej Teatru Żydowskiego (Hesia w „Moralności Pani Dulskiej”).
Grała w filmach i serialach m.in. u Marka Koterskiego, Teresy Kotlarczyk, J. Kidawy-Błońskiego, Izabelli Cywińskiej. Współpracuje także z Teatrem Polskiego Radia (m.in. Melanto w „Powrocie Odysa”). W Teatrze Żydowskim gra m.in. Hudl w „Skrzypku Na Dachu” w reż. Jana Szurmieja i Deborę Vogel oraz Annę Płockier w „Akacje i cynamon. Montaże” w reż. Joanny Grabowieckiej (Dyplom Reżyserii AT w Warszawie). Spektakle dyplomowe: Anka w „Lamencie” Krzysztofa Bizio w reż. Eugenii Herman i Emily Jane w „Nocach sióstr Brontë” Susan Schneider w reż. Bożeny Suchockiej.
Wzięła udział w spektaklu muzycznym „Dzieci Hioba” w reżyserii Jacka Bończyka (premiera na VI Festiwalu „Nadzieja” im. Jacka Kaczmarskiego, 2009), na podstawie którego wydawnictwo MTJ wydało płytę, m.in. z pieśniami w jidisz w jej wykonaniu (premiera na Festiwalu Warszawa Singera, 2010).
„Konstrukcje Debory Vogel. Traktat we wnętrzu i na peryferiach życia” to monodram w jej wykonaniu, w reż. Magdy Gnatowskiej, który przygotowała na Festiwal Warszawa Singera 2012. Spektakl wprowadza widza w świat literatury Debory Vogel, doktor filozofii, pisarki, poetki, niedoszłej narzeczonej Brunona Schulza i spiritus movens "Sklepów cynamonowych". Prezentuje niezwykle oryginalne pisarstwo Debory Vogel. Aktorka szuka, bada życia manekina, jak u Meyerholda, biomechanicznie.

## Filmografia
- 1999−2009: Klan − 3 role: pielęgniarka w laboratorium; urzędniczka w Urzędzie Paszportowym; Halina Kuryłek
- 2004: Na dobre i na złe − kwiaciarka (odc. 193)
- 2004: Karol. Człowiek, który został papieżem − Polka w kolumnie uciekinierów
- 2004−2005: Daleko od noszy − "Kociak" (odc. 40); pielęgniarka (odc. 56-76)
- 2005: Wiedźmy − pracownica salonu piękności (odc. 7)
- 2005: Egzamin z życia − sekretarka (odc. 1 i 3)
- 2005: Boża podszewka II − dziewczyna w Juryszkach (odc. 11)
- 2006: Wszyscy jesteśmy Chrystusami − studentka Adasia
- 2008: Kochaj i tańcz − dziennikarka na konferencji prasowej Kettlera
- 2008: 39 i pół − kobieta (odc. 8)
- 2010: Czas honoru − Żydówka w getcie (odc. 27)

## Reżyseria
Na swoim koncie ma dwie asystentury reżyserskie (Teatr Powszechny w Radomiu i Teatr Królewski w Wilanowie) oraz konsultację i przygotowanie choreograficzne (Teatr Powszechny w Radomiu).